# Jerry Mbakogu
Jerry Uche Mbakogu (Lagos, 1 de octubre de 1992) es un futbolista nigeriano, nacionalizado italiano. Juega de delantero en el Costa Amalfi de la Serie D.

## Clubes
| Club                             | País    | Año       |
| -------------------------------- | ------- | --------- |
| Calcio Padova                    | Italia  | 2010-2012 |
| S. S. Juve Stabia (cedido)       | Italia  | 2010-2012 |
| S. S. Juve Stabia                | Italia  | 2012-2013 |
| Calcio Padova                    | Italia  | 2013-2014 |
| Carpi F. C. 1909 (cedido)        | Italia  | 2013-2014 |
| Carpi F. C. 1909                 | Italia  | 2014-2018 |
| P. F. C. Krylia Sovetov (cedido) | Rusia   | 2016      |
| Calcio Padova                    | Italia  | 2019      |
| N. K. Osijek                     | Croacia | 2019-2020 |
| Cosenza Calcio                   | Italia  | 2021      |
| Apollon Smyrnis                  | Grecia  | 2022      |
| A. S. Gubbio 1910                | Italia  | 2022-2023 |
| U. S. Triestina Calcio           | Italia  | 2023      |
| F. C. Legnago Salus              | Italia  | 2023-2024 |
| United Riccione                  | Italia  | 2024-2025 |
| Costa Amalfi                     | Italia  | 2025-     |